# Dibrovî, Oleksandria
Dibrovî (în ucraineană Діброви) este un sat în comuna Protopopivka din raionul Oleksandria, regiunea Kirovohrad, Ucraina.

## Demografie
Componența lingvistică a localității Dibrovî
     Ucraineană (94,12%)
     Rusă (4,52%)
     Belarusă (1,36%)
Conform recensământului din 2001, majoritatea populației localității Dibrovî era vorbitoare de ucraineană (94,12%), existând în minoritate și vorbitori de rusă (4,52%) și belarusă (1,36%).